# Weißenstadter Forst-Süd

Lage des ehemaligen gemeindefreien Gebiets Weißenstadter Forst-Süd

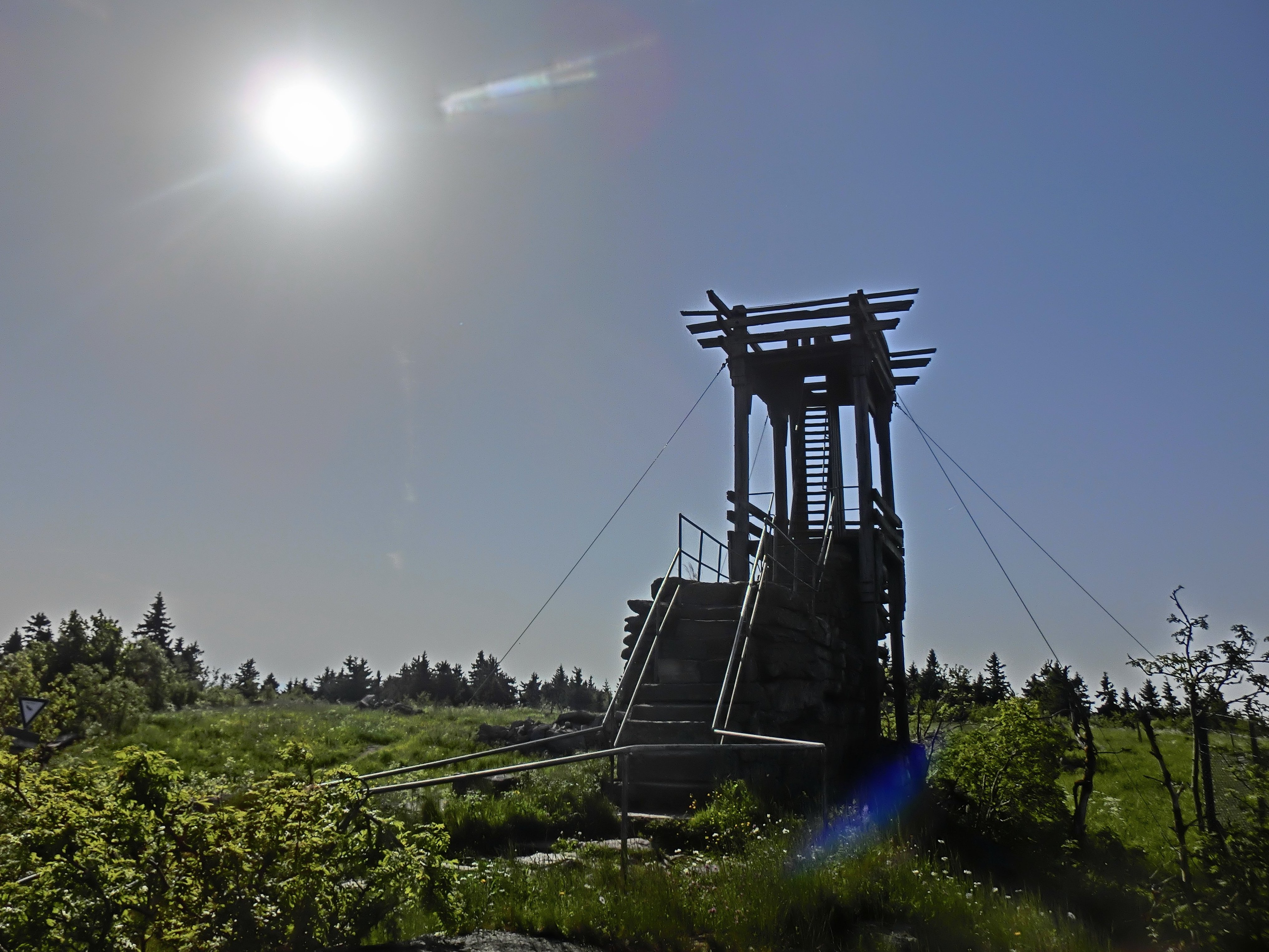
Backöfele im Weißenstadter Forst-Süd

Der Weißenstadter Forst-Süd ist eine 15,11 km² große Gemarkung in der Stadt Bad Weißenstadt im oberfränkischen Landkreis Wunsiedel im Fichtelgebirge. Am 1. Januar 2025 wurde das ehemalige gemeindefreie Gebiet nach Weißenstadt eingemeindet.